# John Pople
John Anthony Pople (ur. 31 października 1925 w Burnham on Sea w hrabstwie Somerset w Wielkiej Brytanii, zm. 15 marca 2004 w Sarasota w stanie Floryda w USA) – brytyjski matematyk i fizyk, laureat nagrody Nobla w dziedzinie chemii.

## Życiorys
Ukończył Trinity College na Uniwersytecie Cambridge. W latach 1954–1958 wykładał tam matematykę. W latach 1958–1964 był kierownikiem w National Physical Laboratory. Od 1964 pracował w USA, był profesorem Uniwersytetu Carnegie-Mellon w Pittsburghu (Pensylwania) oraz Northwestern University w Evanston (Illinois).
Członek wielu towarzystw i akademii naukowych, m.in. The Royal Society w Londynie, Amerykańskiej Akademii Umiejętności w Bostonie i Narodowej Akademii Nauk w Waszyngtonie.
Opracowywał komputerowe programy obliczeniowe, używane w teoretycznych badaniach nad strukturą cząsteczek i przebiegiem reakcji chemicznych (m.in. program GAUSSIAN, 1970). Za prace te otrzymał nagrodę Nobla w dziedzinie chemii w 1998, razem z Walterem Kohnem. Ponadto został wyróżniony następującymi wyróżnieniami: Medal Bavyego w 1988; Nagroda Wolfa w 1992 oraz Medal Copleya w 2002.